# De Vuurvallei

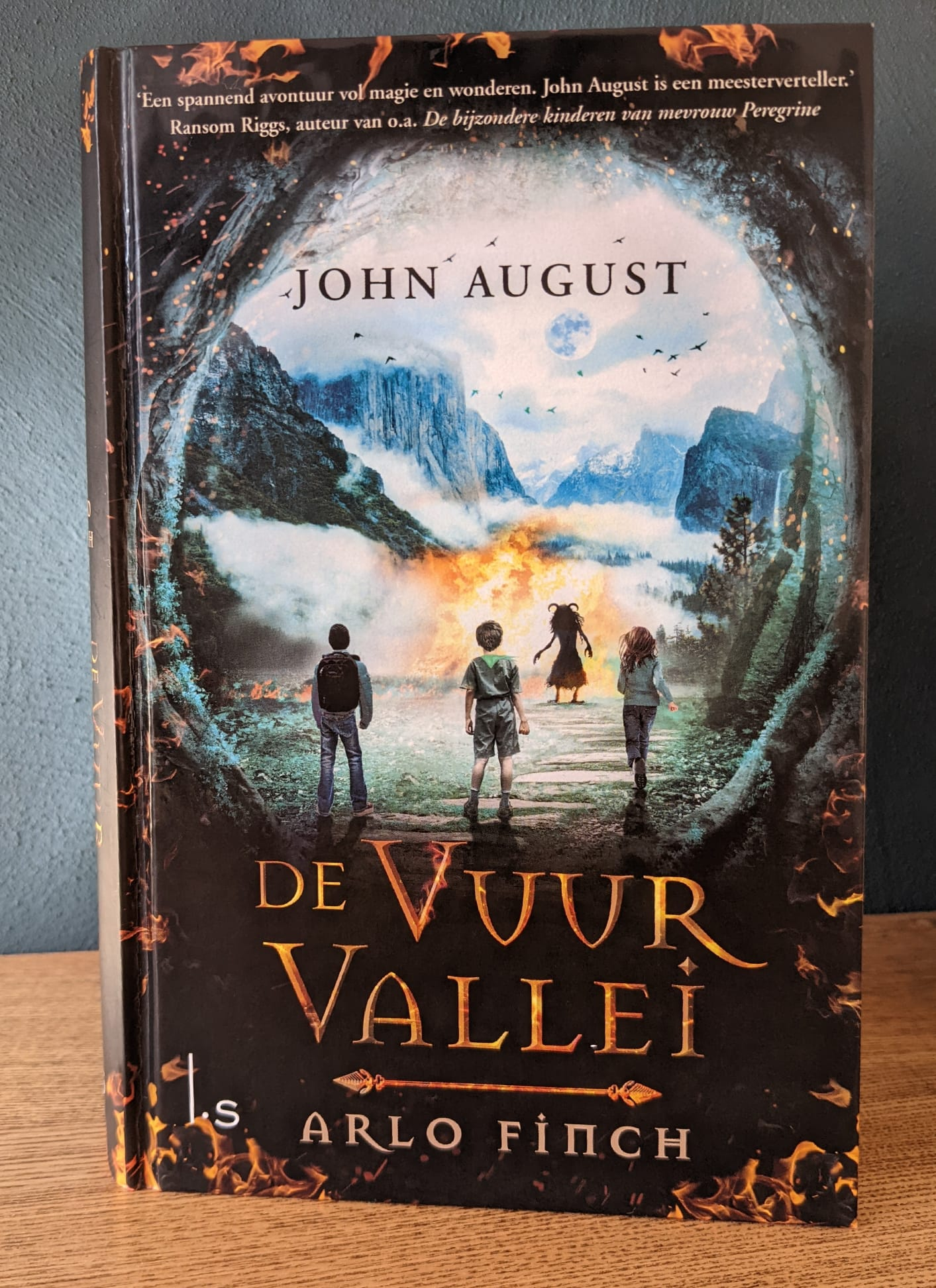
De Vuurvallei

De Vuurvallei (originele Engelse titel: Arlo Finch in the Valley of Fire) is een jeugdboek uit 2018 van de Amerikaanse schrijver John August. Het is het eerste deel van de trilogie Arlo Finch. Het boek werd in 2018 ook in het Nederlands uitgebracht, in een vertaling van Mireille Vroege.
August sloot in 2016 een overeenkomst om de trilogie te schrijven, waarbij zijn eigen jeugdervaring als scout de inspiratie zou worden. De Vuurvallei werd het eerste jeugdboek dat August schreef.
In 2019 volgde Arlo Finch in the Lake of the Moon, dat werd vertaald als Het Meer van de Maan. Een jaar later kwam Arlo Finch in the Kingdom of Shadows, met als Nederlandse titel Het Schimmenrijk.

## Verhaal
Arlo Finch verhuist naar het stadje Pine Mountain. Hij sluit zich aan bij de Rangersclub. Deze groep maakt echter niet alleen trektochten in de natuur, maar probeert grip te krijgen op de magische krachten die schuilgaan in de Lange Wouden. De krachten hebben een sterke invloed op Arlo, waardoor hij samen met zijn vrienden Wu en Indra verzeild raakt in gevaarlijke avonturen.